# カルブィシェフ (小惑星)
カルブィシェフ (1959 Karbyshev) は小惑星帯の小惑星。リュドミーラ・ジュラヴリョーワがクリミア天体物理天文台で発見した。
マウトハウゼン強制収容所で死亡した赤軍の将軍ドミトリー・カルブィシェフ（Дмитрий Михайлович Карбышев, 1880年 - 1945年）に因んで名付けられた。